# Salvador Mazza
Salvador Mazza is een plaats in het Argentijnse bestuurlijke gebied Gral. San Martín in de provincie  Salta. De plaats telt 16.068 inwoners.